# 浜平恭子
浜平 恭子（はまひら きょうこ、1970年12月31日 - ）は、近畿地方を拠点に活動するパーソナリティ。2009年までタレントオフィスともだち東京オフィスに所属していたが、現在はフリー。広島県生まれ、神戸市育ち（香川県にも居住経験あり）。現在は韓国仁川広域市在住。毎週日本と韓国を往復しながらラジオDJ、MC、ナレーター、ライターとして活躍中。株式会社HAMOO代表取締役。

## 人物
- 神戸松蔭女子学院大学卒業。
- 神戸・大阪を中心にラジオ番組のDJやテレビ番組のナレーションなどを担当している。かつては広島生まれという縁で、HFMの番組も担当していた。
- 時折トークのネタにしているほどの鉄道ファンでもある。
- ファッションショーや芸能人のトークショーのMCの仕事も多い。
- ビリーズブートキャンプで6.5キロの減量に成功した。
- 後述する韓国の他、ドバイへの旅行にはまっていた。

### 韓国との関わり
- 韓国には、定住する以前からたびたび旅行しており、ハングルを習得し、韓国に家を借り暇を見ては渡韓していた。2017年に生活の拠点を仁川広域市に移し、以後は毎週、日本と韓国を往復しながら仕事をしている。
- 2018年7月、韓国人男性と結婚した。
- その他、K-POPアイドルのインタビューやイベントMCを数多く担当している。
- 東方神起とは特に縁があり、日本デビューイベントの司会に始まり、ユニバーサルスタジオジャパンアジア親善大使任命式典の司会、ラジオインタビュー、特別番組など数多く一緒に仕事をしている。
- 韓国観光公社韓流サポーター日本代表。

## 現在の担当番組

### ラジオ
- KBSワールドラジオ「目指せチャングム！はまひ〜の誓い」

## 過去の担当番組

### ラジオ
FM802
- FUNKY JAMS 802（木曜担当）

fm osaka
- morning freeway 851
- Pleasure@OSAKA
- SUNDAY GLOBAL INFORMATION
- ROCK the RADIO 851（木曜担当）

Kiss-FM KOBE→Kiss FM KOBE
- Kiss BIG FRIDAY
- HARBOR SKY WALK
- Kiss WANNA BE NAVI
- Kiss AFTERNOON BREAK（月・火担当）
- Kiss MORNINGBIX（月・火担当）
- PUMP IT UP!（水・木担当）

- 4 SEASONS（Kiss FM KOBE、月曜・火曜担当）

- アメリカ村@DEEP
- Kiss MUSIC PRESENTER（木曜担当）
- BPM（Beats Per Minute）

HFM
- MUSIC MANIA（水・木担当）
- 資生堂モアビューティ（中四国FM8局ネット）

ABCラジオ
- 韓流TIME
- トキメキ・KOREA

ラジオ関西
- La・La!ハッピー・ウェディング

USEN
- REQ-JAM（火曜日→半年間降板→水曜日）
- KBSワールドラジオ「浜平恭子のCatch the K」

### テレビ
- 水野真紀の魔法のレストラン→水野真紀の魔法のレストランR（MBSテレビ、ナレーション、2001年4月12日 - 2016年8月31日）
- たむらけんじのぶっちゃ～けBar（eo光テレビ、韓流回ゲスト出演、2021年6月7日）